# デイヴ・エドモンズ
デイヴィッド "デイヴ" エドモンズ（David "Dave" Edmunds, 1944年4月15日 - ）は、サウスウェールズ・カーディフ出身のミュージシャン、歌手、ギタリスト、作詞家、作曲家、音楽プロデューサー。1950年代のロカビリー、ポップスをルーツとする親しみやすい楽曲を多数手がけ、1970年代から1980年代にかけてイギリスをはじめとするヨーロッパやアメリカで多くのヒットを放ったほか、プロデューサーとしても多数のアーティストを手がけ、その活動を通じてパブロック、ニューウェイブミュージックなどに大きな影響を与えた。

## 略歴

### 初期
15歳の時に兄弟と一緒にナインティナイナーズ (99ers) を結成。その後、地元カーディフを本拠とするトリオ編成のバンド、レイダース (The Raiders) を結成し、初めてフロントマンをつとめる。レイダースは1950年代のロカビリーをベースにし、主にサウスウェールズエリアで活動した。一時期自動車修理工として働きながらも、ロックの道を志してロンドンに進出。
その後、よりブルースロックに傾倒したエドモンズは、ヒューマン・ビーンズ (The Human Beans) を結成し、ロンドンをはじめとするイギリスの大学をサーキットした。1967年、ヒューマン・ビーンズはコロムビアから「モーニング・デュー」(Morning Dew) のカバーをリリース。チャートには上がらなかったが、18カ月後、エドモンズを含むヒューマン・ビーンズの中心メンバー3人は新バンド、ラヴ・スカルプチャーを結成。1968年、ハチャトゥリャン作曲の「剣の舞」をスピードロックにアレンジしてチャートの5位に送り込んだ。しかしメンバーの入れ替わりが激しいうえに、レコード会社の協力も乏しく、限界を感じたエドモンズは結局ラヴ・スカルプチャーも解散してしまう。

### ソロ・デビュー
ラヴ・スカルプチャー解散後の1970年にリリースした「アイ・ヒア・ユー・ノッキン」(I Hear You Knocking) （スマイリー・ルイスのカバー）が大ヒットし（エドモンズのマネージャが設立したMAMレコードからの最初リリースであった）、その年のイギリスのクリスマス・ソング・ナンバー1となった。この曲は、彼がシェイキン・スティーヴンス・アンド・ザ・サンセッツのアルバム『ア・レジェンド』(A Legend) をプロデュースしている時に偶然見つけたものであった。このシングルはアメリカでも4位にまで上昇。大西洋の両岸でエドモンズ最大のヒットとなり、300万枚を売り上げてゴールド・ディスクを獲得した。
彼は同時にプロデューサーとしても活躍し、1970年代前半のパブロック・シーンの有望株であるブリンズリー・シュウォーツ（後の相棒ニック・ロウのバンド）、フレイミン・グルーヴィーズなどのレコーディングを手掛けた。プロデューサーとしてのエドモンズは、夜遅くスタジオに到着し、夜明けまでカン詰めになって作業するスタイルを崩さなかった。スペクター・サウンドを自分で消化し、ギターだけで40トラック近く録ることも珍しくなかった。

### ロックパイルと1980年代の活動
1976年、ブリンズリー・シュウォーツにいたニック・ロウ、テリー・ウィリアムズ、ビリー・ブレムナーとともにロックパイルを結成。
当時エドモンズとロウが異なったレーベルに所属していたため、ロックパイル名義でのリリースは1980年まで待たねばならなかったが、エドモンズ名義で2枚、ロウ名義で1枚のアルバムをこのバンドでレコーディング、リリースした。この間、エドモンズ個人としても、エルヴィス・コステロ作の「ガールズ・トーク」(Girls Talk)など多くのヒットがあった。

ロックパイルは初のバンド名義のアルバム『セカンズ・オブ・プレジャー』(Seconds Of Pleasure)をリリースして間もなくの1981年に解散。
その後1980年代のエドモンズは、ポール・マッカートニー、キング・カート、ストレイ・キャッツ、ファビュラス・サンダーバーズ、ステイタス・クォーにいたる様々なアーティストたちのレコーディングに参加。また、映画『ポーキーズ・リヴェンジ』(Porky's Revenge!) のサウンドトラックにメインテーマの『ハイスクール・ナイツ』(High School Nights) を提供したほか、カール・パーキンスを特集したスペシャル番組の音楽監督もつとめた。
1983年には『恋のインフォメーション』(Information)をリリース、このアルバムではELOのジェフ・リンと2曲を共作し、そのうちの1曲「スリッピン・アウェイ」(Slipping Away) はアメリカでトップ40にチャートイン、MTVのヘヴィローテーションとなった（リンは翌1984年にも、次のエドモンズのアルバム『リフ・ラフ』(Riff Raff) の6曲をプロデュースした）。

### 近年の活動
1980年代以降はウェールズに住み、全盛期ほどではないが時折ツアーなども行っている。
1992年と2000年には、リンゴ・スターのオールスター・バンドのツアーにも参加した。
1993年に、元サンセットのメンバー、ロバート・レウェリン、カール・ピーターセン、スティーブ・パーシー、ポール・ドランから、ロイヤリティ不払いの名目でシェイキン・スティーヴンスとともに訴えられる。起訴は、1980年代初期にリリースされたアルバム『ア・レジェンド』のリ・イシューがヒットしたことに関し、スティーヴンスとエドモンズが受け取った莫大なロイヤリティ収入からの支払いを求めるものであった。判決は原告側の勝訴となり、スティーヴンスとエドモンズが負担した訴訟関連費用は50万ポンドに上った。
2008年9月10日には、ストレイ・キャッツとともにロンドンのブリクストン・アカデミーのステージに立ち、「ザ・レイス・イズ・オン」、「テア・イット・アップ」の2曲を演奏した。同年の大晦日には、ジュールズ・ホランドの名物番組『フーテナニー』(en:Hootenanny) に参加し、「ガールズ・トーク」、「アイ・ヒア・ユー・ノッキン」を歌った。彼はその後もホランドのゲストとしてたびたび招かれ、2009年6月20日にはボルデ・ヒル・ガーデンで、2009年8月28日にはキャリックファーガス城で行われた野外コンサートで、またロイヤル・アルバート・ホールでも、ホランドのビッグ・バンドと共演している。
2017年7月、引退が報じられた。

## ディスコグラフィ

### スタジオ・アルバム
ラヴ・スカルプチャー
- 『ブルース・ヘルピング』 - Blues Helping (1968年)
- 『フォームス・アンド・フィーリングス』 - Forms and Feelings (1970年)

ソロ
- 『ロックパイル』 - Rockpile (1972年)
- 『ひとりぼっちのスタジオ』 - Subtle as a Flying Mallet (1975年)
- 『ゲット・イット』 - Get It (1977年)
- 『トラックス・オン・ワックス4』 - Tracks on Wax 4 (1978年)
- 『リピート・ホエン・ネセサリー』 - Repeat When Necessary (1979年) (U.K. #39, U.S. #54)
- 『トワンギン』 - Twangin... (1981年) (U.K. #37)
- 『ディー・イー・セブンス』 - D.E. 7th (1982年) (U.K. #60, U.S. #46)
- 『恋のインフォメーション』 - Information (1983年) (U.K. #92, U.S. #51)
- 『リフ・ラフ』 - Riff Raff (1984年) (U.S. #140)
- 『クローサー・トゥ・ザ・フレーム』 - Closer to the Flame (1990年) (U.S. #146)
- 『プラクド・イン』 - Plugged In (1994年)
- Hand Picked: Musical Fantasies (2000年)
- Again (2013年)
- 『オン・ギター：ラグス＆クラシックス』 - On Guitar...Rags & Classics (2015年)

ロックパイル
- 『セカンズ・オブ・プレジャー』 - Seconds of Pleasure (1980年) (U.K. #34, U.S. #27)

### ライブ・アルバム
- 『デイヴ・エドモンズ・バンド・ライブ - アイ・ヒア・ユー・ロッキン』 - I Hear You Rockin' (1987年) (U.S. #106)
- Live on the King Biscuit Flower Hour (1999年)
- 『ア・パイル・オブ・ロック - ライヴ』 - A Pile of Rock: Live (2001年)
- C'Mon Everybody Live (2004年)
- Alive & Pickin' (2005年)
- 『ライヴ・アット・ロックパラスト』 - Live At Rockpalast Loreley 1983 (2014年)

### コンピレーション・アルバム
- The Dave Edmunds & Love Sculpture Singles A's & B's (1980年)
- 『ザ・ベスト・オブ・デイヴ・エドモンズ』 - The Best of Dave Edmunds (1982年) (U.S. #163)
- Porcky's Revenge!:Original Sound Track (1985年) (U.S. #193)
- The Dave Edmunds Anthology (1968-1990) (1993年)
- 『クロニクルズ』 - Chronicles (1994年)
- From Small Things: The Best of Dave Edmunds (2004年)
- The Many Sides of Dave Edmunds: The Greatest Hits and More (2008年)

### シングル
※日本盤シングルのみ
ラヴ・スカルプチャー
- 「剣の舞 No.1」 - "Sabre Dance" (1969年)

ソロ
- 「アイ・ヒア・ユー・ノッキング」 - "I Hear You Knocking" (1971年)
- 「アイム・カミン・ホーム」 - "I'm comin' Home" (1971年)
- 「ベイビー・アイ・ラブ・ユー」 - "Baby I Love You" (1973年)
- 「涙のスリッピング・アウェイ」 - "Slipping Away" (1983年)
- 「ハイ・スクール・ナイト」 - "High School Nights" (1985年) ※サントラから

ロックパイル
- 「想い出のシルエット」 - "Now And Always" (1980年)